# Felix Holgersson
Felix Holgersson, född 2000, är en svensk mästare i gymnastik. Han tävlar för Österåkersgymnasterna.